# SN 1939D
SN 1939D – supernowa odkryta 4 grudnia 1939 roku w galaktyce PGC 3435. W momencie odkrycia miała maksymalną jasność 16,00m.